# Torção mecânica

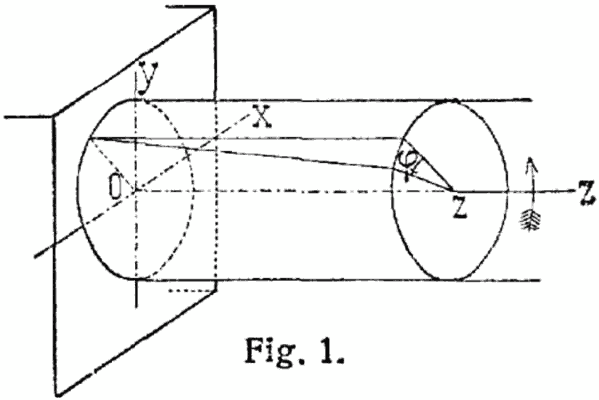
Viga circular sob torção

Em mecânica dos sólidos, torção é a tensão que ocorre quando é aplicado momento sobre o eixo longitudinal de um elemento construtivos ou prisma mecânico, como podem ser eixos ou, em geral, elementos onde uma dimensão predomina sobre as outras duas, ainda que seja possível encontrá-la em situações diversas.
A torção se caracteriza geometricamente por qualquer curva paralela ao eixo da peça e deixa de estar contida no plano formado inicialmente pelas duas curvas. Em lugar disso uma curva paralela ao eixo se retorce ao redor dele (ver torção geométrica).
O estudo geral da torção é complicado porque sob esse tipo de solicitação a seção transversal de uma peça em geral se caracteriza por dois fenômenos:
1. Aparecem tensões tangenciais paralelas à seção transversal. Se estas são representadas por um campo vetorial suas linhas de fluxo "circulam" ao redor da seção.
2. Quando as tensões anteriores não estão distribuídas adequadamente, coisa que sucede sempre a menos que a seção tenha simetria circular, aparecem deformações seccionais que fazem com que as seções transversais deformadas não sejam planas.

A deformação da seção complica o cálculo de tensões e deformações, e faz com que o momento torsor possa ser decomposto em uma parte associada a torção deformada e uma parte associada à chamada torção de Saint-Venant. Em função da forma da seção e a forma da deformação, podem ser usadas diversas aproximações mais simples que o caso geral.

## Torção geral: Domínios de torção
No caso geral pode ser Teoria de Saint-Venant demonstrado que a rotação relativa de uma seção não é constante e não coincide tão pouco com a função de deformação unitário. A partir do caso geral, e definindo-se a esbeltez torsional como:

{\displaystyle \lambda _{T}\approx L{\sqrt {\frac {GJ}{EI_{\omega }}}}}

Onde G, E são respectivamente o módulo de elasticidade transversal e o módulo de elasticidade longitudinal, J, Iω são o módulo torsional e o momento de deformação e L é o comprimento da barra reta. Podemos classificar os diversos casos de torção geral dentro de limites onde resultam adequadas as teorias aproximadas expostas a seguir.
De acordo com Kollbruner e Basler:
- Torção de Saint-Venant pura, quando {\displaystyle \lambda _{T}\in (10,\infty )}.
- Torção de Saint-Venant dominante, quando {\displaystyle \lambda _{T}\in [5,10)}.
- Torção deformada mista, quando {\displaystyle \lambda _{T}\in (2,5)}.
- Torção deformada dominante, quando {\displaystyle \lambda _{T}\in (1/2,2]}.
- Torção deformada pura, quando {\displaystyle \lambda _{T}\in (0,1/2]}.

O cálculo exato da torção no caso geral pode ser levado a cabo mediante métodos variacionais ou usando um lagrangiano baseado na energia de deformação. O caso da torção deformada mista só pode ser tratado pela teoria geral de torção. Em substituição a torção de Saint-Venant e as torsões deformadas puras admitem algumas simplifações úteis.

## Torção de Saint-Venant pura
A teoria da torção de Saint-Venant é aplicável a peças prismáticas de grande inércia torsional com qualquer forma de secção, nesta simplificação se assume que o chamado momento de deformação é nulo, o que não significa que a deformação seccional também o seja. A teoria de torção de Saint-Venant dá boas aproximações para valores {\displaystyle \lambda _{T}>10}, isto só cumpre-se em:
1. Seções maciças de grande inércia torsional (circulares ou de outra forma).
2. Seções tubulares fecha de parede delgada.
3. Seções multicelulares de parede delgada.

Para seções não circulares e sem simetria de revolução a teoria de Sant-Venant além de uma rotação relativa da seção transversal em relação ao eixo baricêntrico prediz uma deformação seccional ou curvatura da seção transversal. A teoria de Coulomb de fato é um caso particular no que a deformação é zero, e portanto só existe rotação.

### Torção reta: Teoria de Coulomb
A teoria de Coulomb é aplicável a eixos de transmissão de potência maciços ou ocos, devido à simetria circular da seção não podem existir deformações diferenciais sobre a seção. De acordo com a teoria de Coulomb a torção gera uma tensão cortante a qual se calcula mediante a fórmula:
{\displaystyle \tau _{\rho }={\frac {T}{J}}\rho }
Onde:
{\displaystyle \tau _{\rho }\;}: Esforço cortante à distância {\displaystyle \rho }.

{\displaystyle T}: Momento torsor total que atua sobre a seção.

{\displaystyle \rho \ }: distância desde o centro geométrico da seção até o ponto onde se está calculando a tensão cortante.

{\displaystyle J}: Módulo de torção.

Esta equação se assenta na hipótese cinemática de Coulomb sobre como se deforma uma peça prismática com simetria de revolução, ou seja, é uma teoria aplicável só a elementos da seção circular ou circular oca. Para peças com seção desse tipo se supõe que o eixo baricêntrico permanece inalterado e qualquer outra linha paralela ao eixo se transforma em uma espiral que gira ao redor do eixo baricêntrico, ou seja, se admite que a deformação é dada por uns deslocamentos do tipo:

{\displaystyle u_{x}(x,y,z)=0\qquad u_{y}(x,y,z)=-\alpha (x)z\qquad u_{z}(x,y,z)=+\alpha (x)y}
O tensor de deformações para uma peça sob torção como a anterior se obtém derivando adequadamente as anteriores componentes do vetor de deslocamento:

{\displaystyle \varepsilon _{xx}={\frac {\partial u_{x}}{\partial x}}=0\qquad \varepsilon _{xy}={\frac {1}{2}}\left({\frac {\partial u_{x}}{\partial y}}+{\frac {\partial u_{y}}{\partial x}}\right)=-{\frac {1}{2}}{\frac {\partial \alpha }{\partial x}}z=-{\frac {\alpha '_{x}z}{2}}}
{\displaystyle \varepsilon _{yy}={\frac {\partial u_{y}}{\partial y}}=0\qquad \varepsilon _{xz}={\frac {1}{2}}\left({\frac {\partial u_{x}}{\partial z}}+{\frac {\partial u_{z}}{\partial x}}\right)=+{\frac {1}{2}}{\frac {\partial \alpha }{\partial x}}y=+{\frac {\alpha '_{x}y}{2}}}
{\displaystyle \varepsilon _{zz}={\frac {\partial u_{z}}{\partial z}}=0\qquad \varepsilon _{yz}={\frac {1}{2}}\left({\frac {\partial u_{y}}{\partial z}}+{\frac {\partial u_{z}}{\partial y}}\right)=0}
A partir destas componentes do tensor de deformações usando as equações de Lamé-Hooke levam a que o tensor tensão seja dado por:

{\displaystyle \mathbf {T} _{tor}={\frac {G}{2}}{\begin{bmatrix}0&-\alpha '_{x}z&+\alpha '_{x}y\\-\alpha '_{x}z&0&0\\+\alpha '_{x}y&0&0\end{bmatrix}}}
Usando as equações de equivalência se chega à relação existente entre a função α e o momento torsor:
{\displaystyle M_{tor}=\int _{\Sigma }(-\tau _{xy}z+\tau _{xz}y)dydz={\frac {\alpha '_{x}G}{2}}\int _{\Sigma }(z^{2}+y^{2})dydz\,={\frac {\alpha '_{x}G}{2}}I_{0}}
Onde {\displaystyle I_{0}=I_{y}+I_{z}\,}, é o momento de inércia polar que é a soma dos segundos momentos de área.

### Torção não reta: Teoria de Saint-Venant
Para uma barra reta de seção não circular também da rotação relativa aparecerá uma pequena deformação que requer uma hipótese cinemática mais complicada. Para representar a deformação se pode tomar um sistema de eixos no que X coincida com o eixo da viga e então o vetor de deslocamentos de um ponto de coordenadas (x, y, z) venha a ser dado na hipótese cinemática de Saint-Venant por:

{\displaystyle u_{x}(x,y,z)=\omega (y,z){\frac {d\theta _{x}(x)}{dx}}\qquad u_{y}(x,y,z)=-(z-z_{C})\theta _{x}(x)\qquad u_{z}(x,y,z)=+(y-y_{C})\theta _{x}(x)}

Onde {\displaystyle \theta _{x}(x)\;} é a rotação relativa da seção (sendo sua derivada constante); sendo zC e yC as coordenadas do centro de cortante em relação ao centro de gravidade da seção transversal e sendo ω(y, z) a função de deformação unitária que dá os deslocamentos perpendiculares à seção e permitem conhecer a forma curvada final a qual tenderá a seção transversal. Convém assinalar, que a teoria, ao postular que a derivada da rotação é constante, é só uma aproximação útil para peça de grande inércia torsional.
Calculando as componentes do tensor de deformações a partir das derivadas do deslocamento se tem que:
{\displaystyle {\begin{matrix}\varepsilon _{xx}={\cfrac {\partial u_{x}}{\partial x}}=\omega {\cfrac {d\theta _{x}}{dx}}&&\varepsilon _{xy}={\cfrac {1}{2}}\left[{\cfrac {\partial u_{x}}{\partial y}}+{\cfrac {\partial u_{y}}{\partial x}}\right]={\cfrac {1}{2}}\left[{\cfrac {\partial \omega }{\partial y}}-(z-z_{C})\right]{\cfrac {d\theta _{x}}{dx}}\\\varepsilon _{yy}={\cfrac {\partial u_{y}}{\partial y}}=0&&\varepsilon _{xz}={\cfrac {1}{2}}\left[{\cfrac {\partial u_{x}}{\partial z}}+{\cfrac {\partial u_{z}}{\partial x}}\right]={\cfrac {1}{2}}\left[{\cfrac {\partial \omega }{\partial y}}+(y-y_{C})\right]{\cfrac {d\theta _{x}}{dx}}\\\varepsilon _{zz}={\cfrac {\partial u_{z}}{\partial z}}=0&&\varepsilon _{yz}={\cfrac {1}{2}}\left[{\cfrac {\partial u_{y}}{\partial z}}+{\cfrac {\partial u_{z}}{\partial y}}\right]=0\end{matrix}}}
Calculando as tensõs a partir das deformações anteriores e introduzindo-as na equação de equilíbrio elástico se chega a:
{\displaystyle \mathbf {T} _{tor}={\begin{bmatrix}0&\tau _{xy}&\tau _{xz}\\\tau _{xy}&0&0\\\tau _{xz}&0&0\end{bmatrix}}}

### Analogia da membrana de Prandtl
Para seções maciças de grande rigidez torsional a distribuição das tensões associadas à torção guarda uma analogia mecânica com a deformação de uma membrana elástica quase plana. Concretamente Prandtl provou em 1903 que a forma que adota a membrana pode relacionar-se com uma função de tensões cujas derivadas dão as tensões tangenciais em cada direção. Dito de outra maneira a pendente de uma membrana de Prandtl deformada coincide com as tensões tangencias de torção de um prisma mecânico cuja seção transversal tenha precisamente a mesma forma que a membrana.

### Seções fechadas simples de parede delgada
Neste caso as tensões tangenciais podem ser consideradas aproximadamente constantes sobre uma linha paralela a espessura da peça, ou seja, tangente ao contorno exterior da peça. A tensão tangencial neste caso pode ser expressa mediante:
{\displaystyle \tau (s)={\frac {M_{x}}{2e(s)A_{m}}}}
Onde:
{\displaystyle A_{m}\;}, é a área fechada pela linha média da seção tubular.
{\displaystyle e(s)\;}, é a espessura da seção tubular no ponto s da curva do contorno.
Enquanto que a rotação:
{\displaystyle \theta ={\frac {M_{x}}{J}}={\frac {M_{x}}{4A_{m}^{2}}}\int _{L_{\Gamma }}{\frac {ds}{e(s)}}}
No caso de que a espessura seja e(s) = e0 constante esta última equação se reduz a:
{\displaystyle \theta ={\frac {L_{\Gamma }}{4e_{0}A_{m}^{2}}}M_{x}}

## Torção deformada pura
Para peças de muito pouca inércia torsional, como as piezas de parede delgada aberta, pode-se construir um conjunto de equações muito simples na quais quase toda a resistência à torção se deve às tensões cortantes induzidas pela deformação da seção. Na teoria de torção deformada pura se usa a aproximação de que o momento de deformação coincide com o momento torsor total. Esta teoria se aplica especialmente a peças de parede delgada aberta, onde não aparecem esforços de membrana.

### Seções abertas de parede delgada
Para um retângulo muito alongado (b << a) a tensão tangencial máxima e a rotação podem ser aproximados por:
{\displaystyle \tau _{max}={\frac {M_{x}}{{\frac {1}{3}}ab^{2}}}\qquad \theta ={\frac {M_{x}}{G\left({\frac {1}{3}}ab^{3}\right)}}}
Para um perfil I ou perfil H que pode ser aproximado unindo retângulos de dimensões {\displaystyle (a_{i},b_{i})} (duas abas retangulares alongadas e uma alma retangular alongada) as expressões anteriores podem ser generalizada a:
{\displaystyle \tau _{i,max}\leq {\frac {M_{x}b_{i}}{{\frac {1}{3}}\sum _{i}a_{i}b_{i}^{3}}}\qquad \theta \leq {\frac {M_{x}}{G\left({\frac {1}{3}}\sum _{i}a_{i}b_{i}^{3}\right)}}}
Onde τi,max é a tensão tangencial máxima sobre o retângulo i-ésimo, bi é a espessura (largura) de tal retângulo e ai seu comprimento.

## Torção mista
No domínio de torção de Saint-Venant dominante e de torção deformada dominante, podem empregar-se com certo grau de aproximação a teoria de Sant-Venant e a teoria de torção deformada. Entretanto no domínio central de torção extrema, se cometem erros importantes e é necessário usar a teoria geral mais complexa.
{\displaystyle \mathbf {T} _{tor}={\begin{bmatrix}\sigma _{xx}&\tau _{xy}&\tau _{xz}\\\tau _{xy}&0&0\\\tau _{xz}&0&0\end{bmatrix}}\qquad {\begin{cases}\sigma _{xx}=\omega {\cfrac {B_{\omega }}{I_{\omega }}}\\\tau _{xy}=-{\cfrac {1-\kappa _{0}}{\kappa _{0}}}\left[{\cfrac {\partial \omega }{\partial y}}+z_{C}\right]{\cfrac {M_{\omega }}{J}}+\left[{\cfrac {\partial \omega }{\partial y}}-(z-z_{C})\right]{\cfrac {M_{x}-M_{\omega }}{J}}\\\tau _{xz}=-{\cfrac {1-\kappa _{0}}{\kappa _{0}}}\left[{\cfrac {\partial \omega }{\partial y}}-y_{C}\right]{\cfrac {M_{\omega }}{J}}+\left[{\cfrac {\partial \omega }{\partial y}}+(y-y_{C})\right]{\cfrac {M_{x}-M_{\omega }}{J}}\end{cases}}}
Onde as grandezas geométricas {\displaystyle I_{\omega },J\;} são respectivamente o segundo momento de deformação e o módulo de torção e os "esforços" {\displaystyle B_{\omega },M_{\omega }\;} se denominam bimomento e momento de deformação, todos eles definidos para prismas mecânicos.